# Satellitprognos
Satellitprognos, information om satellitkonstellation vid olika tidpunkter. Med hjälp av satellitprognosen kan man således tala om vilka satelliter som är tillgängliga vid olika tidpunker. För GPS-systemet tas informationen om satellitbanorna ofta från dess almanacka.